# Ибинь
Иби́нь (кит. упр. 宜宾, пиньинь Yíbīn) — городской округ в провинции Сычуань КНР.

## История
В ноябре 1950 года был образован Специальный район Ибинь (宜宾区专), состоящий из 10 уездов. В 1951 году из уезда Ибинь был выделен город Ибинь, но при этом часть уездов была объединена, в результате чего Специальный район Ибинь стал состоять из 1 города и 9 уездов. В 1957 году уезд Пиншань был передан из Специального района Лэшань в состав Специального района Ибинь. В 1960 году был расформирован Специальный район Лучжоу (泸州专区), а входившие в него город Лучжоу и 7 уездов были переданы в состав Специального района Ибинь, в результате чего в его составе стало 2 города и 16 уездов.
В 1970 году Специальный район Ибинь был переименован в Округ Ибинь (宜宾地区). Постановлением Госсовета КНР от 1 июля 1974 года территория площадью 87 км² была передана из уезда Ибинь провинции Сычуань в состав уезда Суйцзян провинции Юньнань для строительства на ней газохимического завода. В 1979 году уезд Лунчан был передан в состав Округа Нэйцзян. В марте 1983 года уезд Фушунь был передан в состав городского округа Цзыгун, а в июне город Лучжоу и уезды Лусянь, Наси и Хэцзян были выделены в отдельный городской округ Лучжоу. В 1985 году уезды Гулинь и Сюйюн были переданы из состава Округа Ибинь в состав Городского округа Лучжоу.
В 1996 году постановлением Госсовета КНР город Ибинь и округ Ибинь были расформированы. Территория бывшего округа Ибинь стала Городским округом Ибинь, а территория бывшего города Ибинь стала районом Цуйпин в его составе. В 2011 году уезд Наньси был преобразован в район городского подчинения.
В июле 2018 года постановлением Госсовета КНР был расформирован уезд Ибинь, а из его территории и части территории района Цуйпин образован район городского подчинения Сюйчжоу.

## Административно-территориальное деление
Городской округ Ибинь делится на 3 района, 7 уездов:
| Карта | Карта  | Карта     | Карта     | Карта          | Карта            | Карта         | Карта                      |
| ----- | ------ | --------- | --------- | -------------- | ---------------- | ------------- | -------------------------- |
|       |        |           |           |                |                  |               |                            |
| #     | Статус | Название  | Иероглифы | Пиньинь        | Население (2004) | Площадь (км²) | Плотность населения (/км²) |
| 1     | Район  | Цуйпин    | 翠屏区    | Cuìpíng qū     | 780 000          | 1123          | 695                        |
| 2     | Район  | Сюйчжоу   | 叙州区    | Xùzhōu qū      | 980 000          | 3034          | 323                        |
| 3     | Район  | Наньси    | 南溪区    | Nánxī qū       | 410 000          | 704           | 582                        |
| 4     | Уезд   | Цзянъань  | 江安县    | Jiāng'ān xiàn  | 540 000          | 910           | 593                        |
| 5     | Уезд   | Чаннин    | 长宁县    | Chángníng xiàn | 430 000          | 975           | 441                        |
| 6     | Уезд   | Гаосянь   | 高县      | Gāo xiàn       | 500 000          | 1323          | 378                        |
| 7     | Уезд   | Цзюньлянь | 筠连县    | Jūnlián xiàn   | 390 000          | 1254          | 311                        |
| 8     | Уезд   | Гунсянь   | 珙县      | Gǒng xiàn      | 420 000          | 1150          | 365                        |
| 9     | Уезд   | Синвэнь   | 兴文县    | Xīngwén xiàn   | 440 000          | 1373          | 320                        |
| 10    | Уезд   | Пиншань   | 屏山县    | Píngshān xiàn  | 290 000          | 1437          | 202                        |

## Экономика

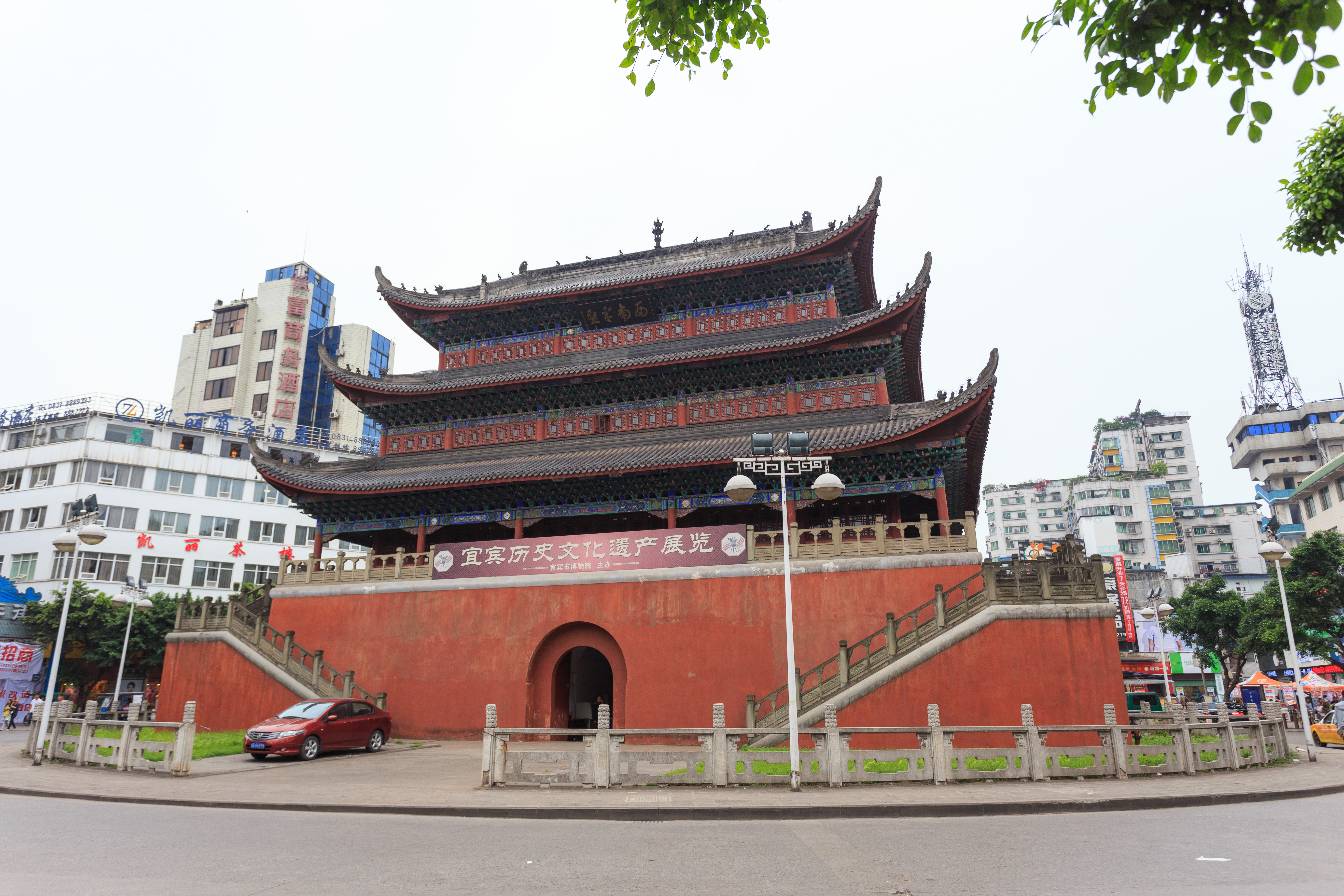
Ибинь

В Ибине развиты пищевая промышленность (алкогольные и прохладительные напитки, мука и растительное масло), производство аккумуляторов, электроники и электроэнергии, изделий из шёлка, кожи и бамбука, сельское и лесное хозяйство (рис, ячмень, сорго, кунжут, овощи, чай, бамбук).
В Ибине базируются производители алкогольных напитков Wuliangye Yibin (крупнейший работодатель и налогоплательщик города) и Yibin Gaozhou Liquor, химические компании Yibin Tianyuan Group, Yibin Haifeng Herui, Yibin Plastic Packaging Material и Sichuan Push Acetati, производитель стеклянных изоляторов Sichuan Yibin Global Group, текстильные компании Yibin Grace Group и Yibin Hiest Fibre, бумажная компания Yibin Paper Industry, металлургическая компания Jinglei Science and Technology, производители электроники Zeping Intelligence Electronic, Jinglong Optoelectronic Technology и Yihao Electronics & Electrics, производитель цемента Shuangma Yibin Cement.

## Транспорт

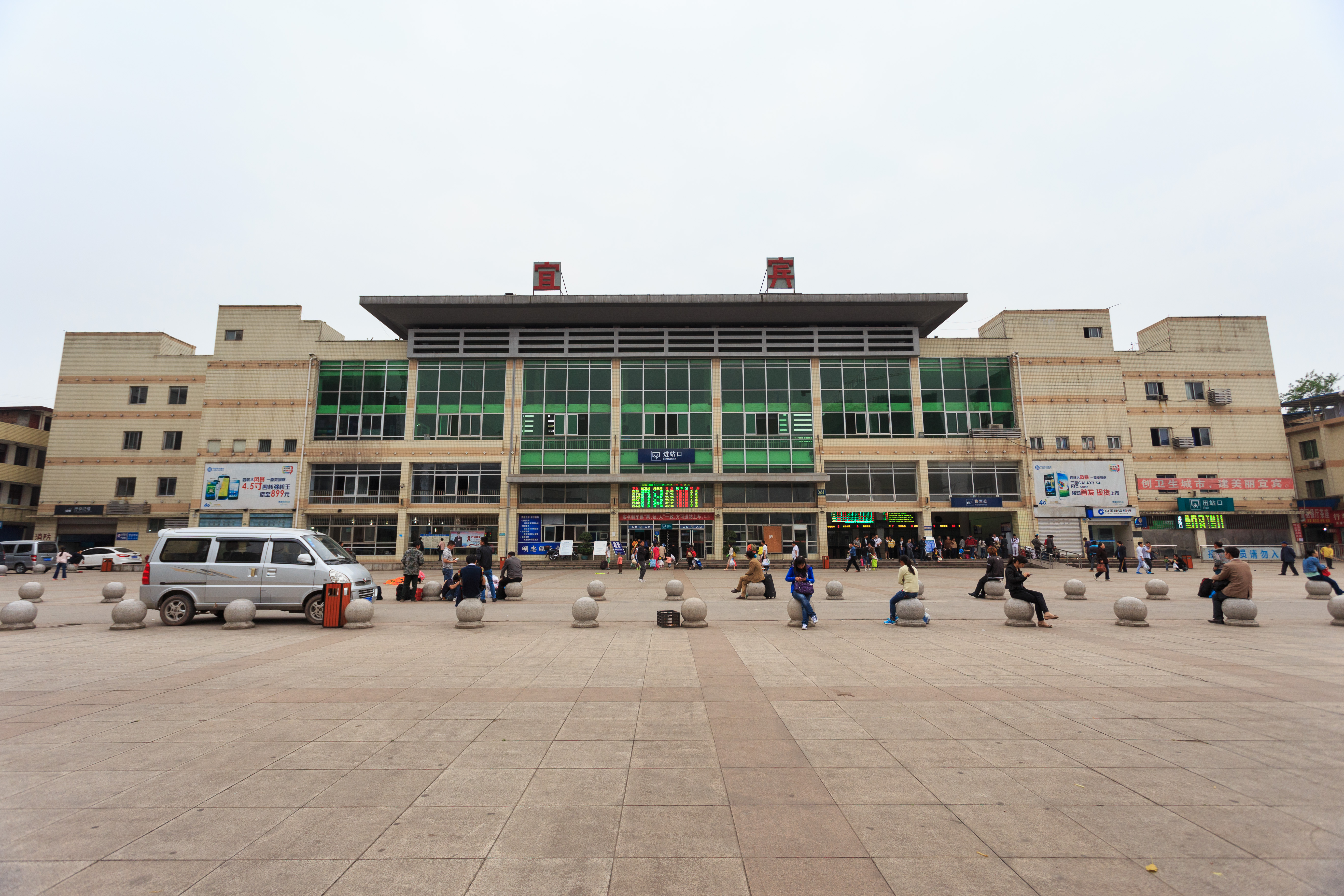
Ибиньский вокзал

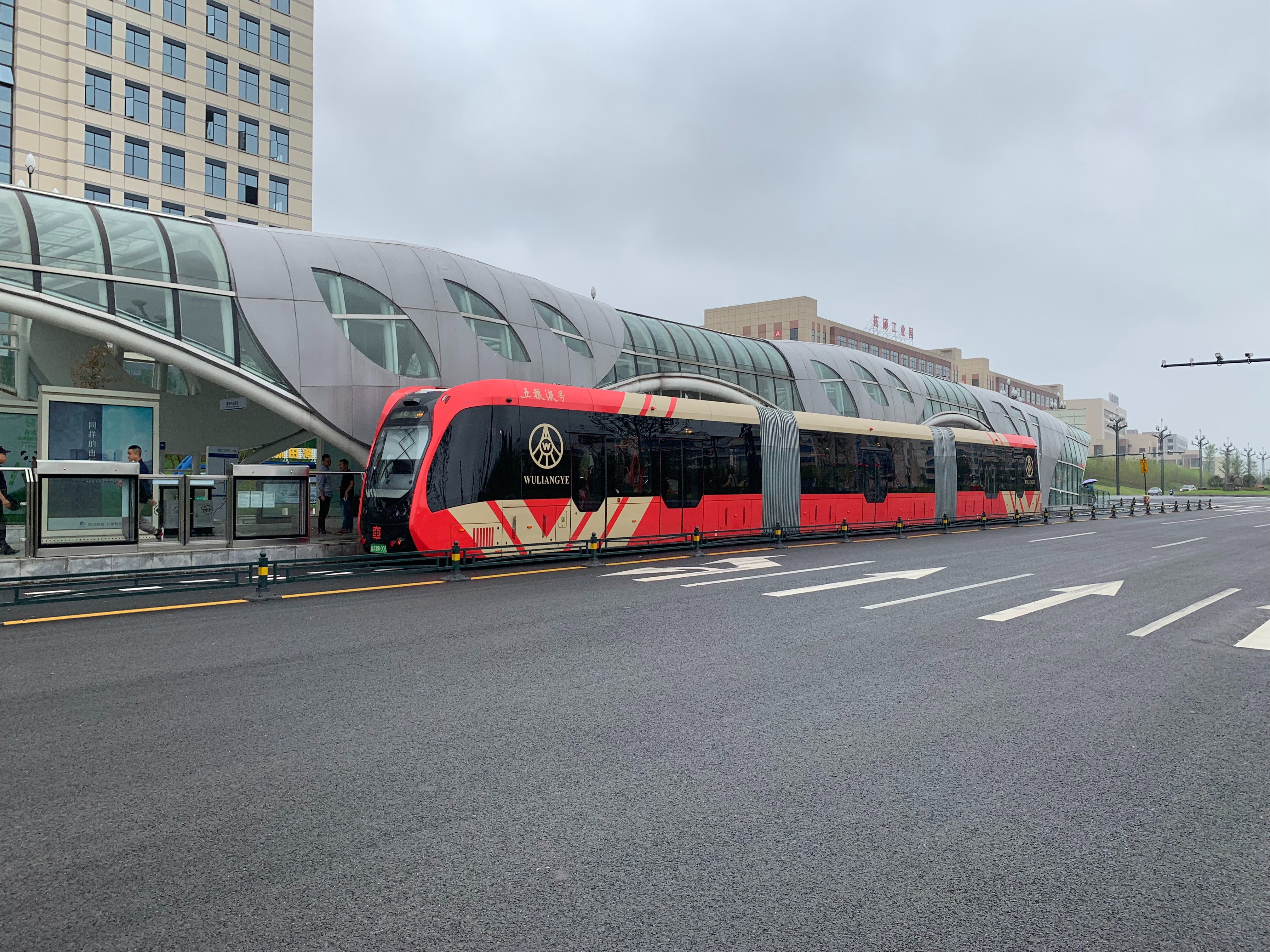
Ибиньский трамвай

Через Ибиньский вокзал проходит железнодорожная линия Нэйцзян — Куньмин (Neikun railway), через вокзал Ибиньси — высокоскоростная железнодорожная линия Чэнду — Гуйян. В городе имеются трамвайная линия и широкая сеть автобусных маршрутов.
В декабре 2020 года введено в эксплуатацию 157-километровое шестиполосное скоростное шоссе «Чэнбинь» (Чэнду — Ибинь). Стоимость проекта составила 24,6 млрд юаней. На данной автомагистрали построено 157 мостов, 4 туннеля и 17 многоуровневых развязок.
В Ибине имеется речной порт на Янцзы. В пределах города перекинуто три моста через Янцзы и девять мостов через реку Цзиньшацзян.

### Авиационный
В декабре 2019 года открылся международный аэропорт Yibin Wuliangye. Он соединён регулярными рейсами с такими городами, как Пекин, Тяньцзинь, Шанхай, Гуанчжоу, Шэньчжэнь, Куньмин, Чанша, Нанкин, Фучжоу, Сямынь, Хайкоу, Чжэнчжоу, Ханчжоу, Нинбо, Уси и Синин.

## Достопримечательности
- Дворец Нэчжа в горах Цуйпин[7]